# Irreversibel (Film)
Irreversibel (Originaltitel: Irréversible) ist ein französischer Film von Gaspar Noé aus dem Jahr 2002.

## Handlung
Hinweis: Aufgrund der Vermischung von chronologisch rückwärts und vorwärts zusammenhängenden (linearen) Szenen weicht die Kette von Ereignissen im Film von der hier dargestellten ab.
Die Hauptpersonen sind Alex, ihr derzeitiger Freund Marcus und Alex’ Ex-Freund Pierre, mit welchem sie und Marcus immer noch ein freundschaftliches Verhältnis pflegen. Alex hat erfahren, dass sie schwanger ist, ihren beiden Freunden jedoch noch nicht davon berichtet.
Die drei gehen am Abend auf eine Party, doch nach einer Auseinandersetzung mit Marcus, welcher Drogen genommen hat und aufdringlich wird, verlässt Alex die Party früh alleine. Während sie einen leeren Fußgängertunnel durchquert, wird sie Zeuge, wie ein Mann eine transsexuelle Prostituierte misshandelt. Als dieser sie bemerkt, nimmt dieser sich sie vor und vergewaltigt Alex anal und schlägt sie anschließend brutal zusammen.
Als Marcus und Pierre später selbst die Party verlassen, sehen sie, wie Alex, welche nun im Koma liegt, im Krankenwagen weggebracht wird. Marcus ist außer sich vor Wut (er steht zudem immer noch unter Drogeneinfluss) und will den, der Alex das angetan hat, finden und zur Strecke bringen. Nachdem die beiden, zusammen mit einigen lokalen Bandenmitgliedern, die Prostituierten befragen, finden sie schließlich heraus, dass der Täter, genannt „Le Tenia“ (dt. „Der Bandwurm“) in dem Schwulennachtclub „Rectum“ ist. Marcus, immer noch blind vor Wut und Rachsucht, fährt mit Pierre in einem Taxi dorthin, wenngleich Pierre ihn vehement versucht davon abzuhalten. Als der asiatische Taxifahrer nicht weiß, wo das „Rectum“ ist und zudem von dem heftig streitenden Marcus rassistisch beleidigt wird, fordert er die beiden auf, das Taxi zu verlassen, woraufhin Marcus ihn ebenfalls zusammenschlägt und das Taxi klaut. Pierre will weiter beschwichtigen, doch Marcus eskaliert weiter. Schließlich finden sie das Rectum und Marcus beginnt wild nach Le Tenia zu suchen.
Als Marcus glaubt seinen Mann gefunden zu haben, liefert er sich mit diesem eine Schlägerei, bei welcher er jedoch überwältigt wird. Sein Verdächtiger bricht ihm den Arm und will ihn vergewaltigen, woraufhin Pierre den vermeintlichen Täter brutal mit einem Feuerlöscher erschlägt.
Der wahre Täter schaut hierbei amüsiert zu.
In der ersten, bzw. chronologisch letzten Szene sehen wir den Metzger aus Noes vorherigen Film Menschenfeind, welcher einem anderen Mann davon erzählt, dass er mit seiner Tochter geschlafen habe (womit er das offene Ende von Menschenfeind auflöst) und dazu die Wort "Zeit zerstört alles" sagt, bevor die beiden draußen den Tumult vorm Rectum hören.

## Stilmittel
Die Filmhandlung läuft in umgekehrter Chronologie ab und beginnt mit dem zuletzt geschilderten Mord am vermeintlichen Vergewaltiger.
Dieses Stilmittel nutzte zuerst Oldřich Lipský in der satirischen Komödie Happy End, einem Vertreter der Tschechoslowakischen Neuen Welle. Populär wurde dieses Erzählprinzip durch das Bühnenstück Betrug von Harold Pinter sowie dessen gleichnamige Filmadaption von David Hugh Jones aus dem Jahr 1983. Weitere Filme, die ihren Plot in einer umgekehrten Chronologie inszenieren, sind Christopher Nolans Thriller Memento (2000) und François Ozons Ehedrama 5×2 – Fünf mal zwei (2004).
Irreversibel beginnt mit dem Abspann, dessen Text rückwärts läuft. Als Eröffnungssequenz sieht man zwei Männer in einen skurrilen Nachtclub für Homosexuelle mit sadomasochistischen Neigungen stürmen. Das Bild ist hektisch und stark verwackelt, so dass man kaum Einzelheiten ausmachen kann. Direkt im Anschluss folgt die Szene, die chronologisch gesehen unmittelbar vor dem Club-Besuch stattgefunden hat – und nach und nach wird die Handlung in Richtung des eigentlichen Anfangs aufgerollt.
Die einzelnen Szenen sind scheinbar ohne Zwischenschnitt gedreht. Zu Beginn symbolisiert die Kameraführung in rastlosen Fahrten und Schwenks den Zorn der Hauptfigur Marcus, der gegenüber dem Vergewaltiger seiner Freundin auf Rache aus ist. Mit fortschreitender (hier eigentlich: rückwärts laufender) Handlung wird die Kamera zusehends ruhiger.
18 Jahre nach der Filmpremiere erschien Irreversibel in einer neuen Version, unter dem Titel Irreversibel - Straight Cut, worin der Inhalt des Films in chronologischer Reihenfolge gezeigt wird.

## Kritiken
„[Der Film] erschöpft sich in delirierenden und voyeuristischen Bildern. Jenseits der exzessiv beschriebenen Gewalt bleibt ein Gefühl der Leere zurück.“

„Action-Altmeister Samuel Fuller hat einmal gesagt, man müsse mit einem Maschinengewehr von der Leinwand schießen, um das Publikum zu treffen. Noch nie ist diese Forderung von einem Filmemacher so katastrophal fehlinterpretiert worden.“

„Anders als beim konventionellen Erzählkino, steht bei „Irreversible“ also vielmehr die Erzählweise im Mittelpunkt. Das Wie hat eine größere Bedeutung als das Was. Eigentliches Thema ist nicht die Geschichte der Protagonisten, es ist die Inversion von Zeit und Dasein, Zerstörung und Leben. Weder die Dialoge, noch die Charaktere sind detailliert gezeichnet. Die sind Abbild des Alltäglichen. Noé zielt mit seinen Darstellungen in erster Linie auf die Sinne des Zuschauers und regt somit unweigerlich zum Nachdenken an. „Irreversibel“ kommt einem tiefen Schlag in die Magengrube des Mainstreamkinos gleich: Radikal, laut und äußerst unbequem…“

„Noés Film ist keineswegs ohne Qualität, sondern dramaturgisch hochinteressant und durchweg brillant gespielt. Zudem gibt er Denkanstöße über Vorherbestimmung, Schicksal und vermeintliche Sicherheit. Und so hätte ‚Irreversibel‘ ohne die haarsträubende Gewalt ein Meisterwerk werden können – vielleicht hätte es ihm dann aber auch an jener Explosivität gemangelt, die eine gesellschaftliche Debatte erst auslöst. Fazit: Ein unbequemer Zwitter aus faszinierender Bildermeditation und unerträglicher Provokation.“

„"Irreversibel" wird als ein Film kolportiert, der von hinten nach vorn abläuft und in dessen Zentrum eine neunminütige Vergewaltigungsszene von selten gesehener Brutalität steht. Diese Wahrnehmung verkürzt den Film auf ungerechte Weise: Tatsächlich handelt es sich sowohl um einen zwar überaus drastischen, aber ernst zunehmenden Kommentar über filmische Dramaturgie als auch um eine durchaus moralisch fundierte Äußerung zur Phänomenologie zwischenmenschlicher Gewalt.“

## Reaktion des Publikums
Bereits die Rache-Szene zu Beginn des Films enthielt vielen Kinobesuchern zu viel explizit gezeigte Gewalt. Bei der Premiere in Cannes verließen einige Kritiker bereits nach kurzer Zeit den Kinosaal.
Außerdem rief die „Kameraachterbahnfahrt“ in der Nachtclub-Szene bei einigen Zuschauern Übelkeit hervor. Auf die extrem lange und realistisch anmutende Sequenz, in der Alex brutal vergewaltigt und bis zur Bewusstlosigkeit misshandelt wird, reagierte das bei der Premiere unvorbereitete Publikum mit fassungsloser Empörung oder Abscheu. Von 2.400 Zuschauern verließen rund 200 das Kino vorzeitig, andere protestierten durch laute Zwischenrufe. Das US-amerikanische Magazin Newsweek verlieh Irreversibel den Titel “most walked-out-of movie of the year”. Anhänger des Films halten entgegen, die Gewaltdarstellung sei elementar für die Geschichte und gebe dem Film erst seine Glaubwürdigkeit.
Der Filmkritiker David Edelstein schrieb 2003, Irreversibel könnte der „homophobste Film aller Zeiten“ sein. Noé beantwortete 2010 in einem Interview eine Frage nach Anschuldigungen der Homophobie mit „Ich bin nicht homophob“ und erklärte, dass die Eröffnungsszene im Rectum darauf beruhe, dass er einen vollständig männlichen Raum zeigen wollte. Er bemerkte weiter, dass er selbst einen Besucher des Rectums darstellt.

## Auszeichnungen
Irreversibel wurde auf dem Stockholm Film Festival mit dem Bronzenen Pferd ausgezeichnet und war 2002 in Cannes im Wettbewerb um die Goldene Palme vertreten.